# Olios mohavensis
Olios mohavensis är en spindelart som beskrevs av Fox 1937. Olios mohavensis ingår i släktet Olios och familjen jättekrabbspindlar. Inga underarter finns listade i Catalogue of Life.